# Liste der Biografien/Naz
Liste der Biografien |
Portal Biografien |
Personensuche
# |
A |
B |
C |
D |
E |
F |
G |
H |
I |
J |
K |
L |
M |
N |
O |
P |
Q |
R |
S |
T |
U |
V |
W |
X |
Y |
Z |
?
 
Na |
Nb |
Nc |
Nd |
Ne |
Nf |
Ng |
Nh |
Ni |
Nj |
Nk |
Nl |
Nm |
Nn |
No |
Nr |
Ns |
Nt |
Nu |
Nv |
Nw |
Nx |
Ny |
Nz
 
Naa |
Nab |
Nac |
Nad |
Nae |
Naf |
Nag |
Nah |
Nai |
Naj |
Nak |
Nal |
Nam |
Nan |
Nao |
Nap |
Naq |
Nar |
Nas |
Nat |
Nau |
Nav |
Naw |
Nax |
Nay |
Naz
Die Liste der Biografien führt alle Personen auf, die in der deutschsprachigen Wikipedia einen Artikel haben. Dieses ist eine Teilliste mit 83 Einträgen von Personen, deren Namen mit den Buchstaben „Naz“ beginnt.

## Naz

### Naza
- Naza (* 1993), französischer Rapper
- Nazabal, José (* 1951), spanischer Radrennfahrer
- Nazaire, Wilner (* 1950), haitianischer Fußballspieler
- Nazan Walpoth, Belinda (* 1965), Schweizer Politikerin (SP)
- Nazar (* 1984), österreichischer RapperNazar (* 1984)

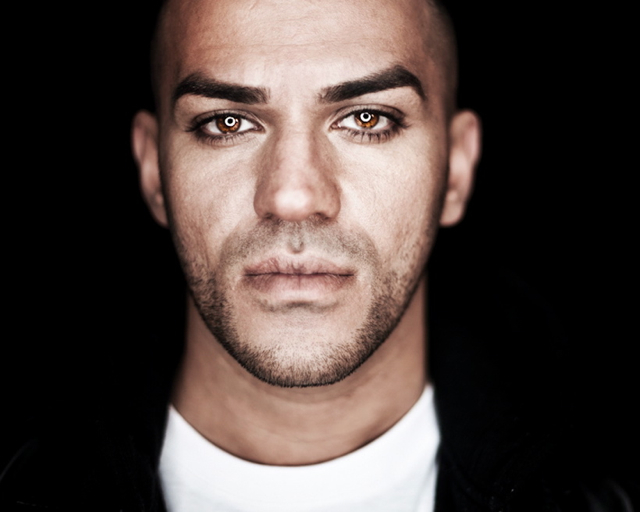
Nazar (* 1984)

- Nazar, David (* 1952), kanadischer römisch-katholischer Theologe
- Nazar, Linda (* 1957), kanadische Chemikerin und Hochschullehrerin
- Nazar, Omar (* 1975), afghanischer Fußballspieler
- Nazar, Pedro (1892–1966), argentinischer Fechter
- Nazarbekov, Ozodbek (* 1974), usbekischer Sänger
- Nazaré, Enrico Cardoso (* 1984), brasilianischer Fußballspieler
- Nazaré, João de Ceita (* 1973), são-toméischer römisch-katholischer Geistlicher, Bischof von São Tomé und Príncipe
- Nazaré, Joaquim (* 2001), portugiesischer Handballspieler
- Nazareno, Aimara (* 2001), ecuadorianische Sprinterin
- Nazareno, Mina (* 2003), ecuadorianische Sprinterin
- Nazarenus, Hermann (1936–2018), deutscher Fußballspieler
- Nazaret, Magno (* 1986), brasilianischer Radrennfahrer
- Nazareth, Daniel (1948–2014), österreichischer Dirigent und Komponist indischer Herkunft
- Nazareth, Ernesto (1863–1934), brasilianischer Komponist
- Nazareth, Kika (* 2002), portugiesische FußballspielerinKika Nazareth (* 2002)

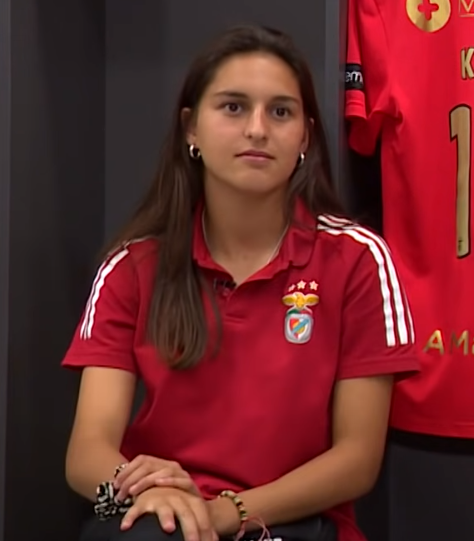
Kika Nazareth (* 2002)

- Nazarewicz, Witold (* 1954), polnischer Physiker
- Nazari di Calabiana, Luigi (1808–1893), italienischer Geistlicher und Senator, Erzbischof von Mailand
- Nazari, Amin (* 1993), philippinischer Fußballspieler
- Nazari, Bartolomeo (1693–1758), italienischer Maler
- Nazari, Maliheh (1931–2006), iranische Theater- und Film-Schauspielerin
- Nazari, Maria Giacomina, venezianische Malerin
- Nazari, Nazrul (* 1991), singapurischer Fußballspieler
- Nazari, Poorya (* 1986), kanadischer Pokerspieler
- Nazari, Rahman Ali (* 1984), afghanischer Fußballnationalspieler
- Nazarian, Santiago (* 1977), brasilianischer Autor
- Nazário, Bruno (* 1995), brasilianischer Fußballspieler
- Nazario, Juan (* 1963), puerto-ricanischer Boxer im Leichtgewicht
- Nazário, Lelo (* 1956), brasilianischer Pianist, Arrangeur und Komponist
- Nazario, Naydi (* 1956), puerto-ricanische Leichtathletin
- Nazário, Zé Eduardo (* 1952), brasilianischer Jazz- und Fusionmusiker (Schlagzeug, Perkussion, Komposition)
- Nazarius, spätantiker Redner
- Nazarius, römischer Legionär
- Nazarov, Andrei (* 1965), estnischer Zehnkämpfer
- Nazarov, Dimitrij (* 1990), deutsch-aserbaidschanischer FußballspielerDimitrij Nazarov (* 1990)

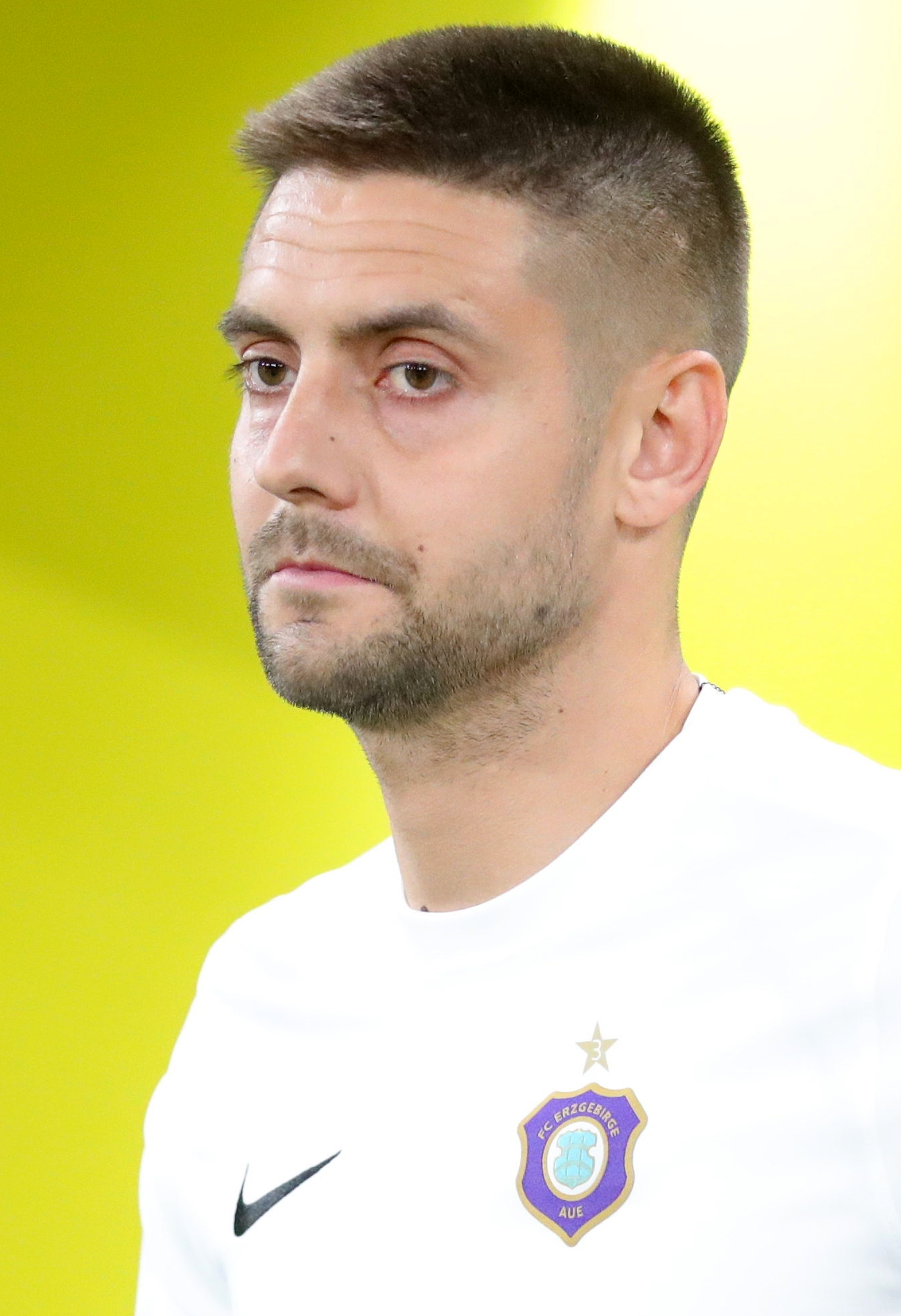
Dimitrij Nazarov (* 1990)

- Nazarov, Karl Erik (* 1999), estnischer Leichtathlet
- Nazarovienė, Remigija (* 1967), sowjetische und litauische Leichtathletin
- Nazarro, Ray (1902–1986), US-amerikanischer Regisseur, Drehbuchautor und Filmproduzent
- Nazaruk, Mike (1921–1955), US-amerikanischer Rennfahrer
- Nazarxon, Sevara (* 1976), usbekische Folk- und Popsängerin
- Nazary, Jason (* 1984), US-amerikanischer Jazz- und Improvisationsmusiker
- Nazary, Zelfy (* 1995), australisch-afghanischer Fußballspieler

### Naze
- Nazemi, Latif (* 1947), afghanischer Dichter und Wissenschaftler der modernen persischen Literatur
- Nazemi, Morteza (* 1988), iranischer Kugelstoßer
- Nazemian, Abdi (* 1976), Irano-Amerikaner Schriftsteller, Drehbuchautor und Filmproduzent
- Nazer, Hassan (* 1979), iranischer, in Schottland lebender Drehbuchautor und Filmregisseur
- Nazer, Mende, sudanesische SchriftstellerinMende Nazer

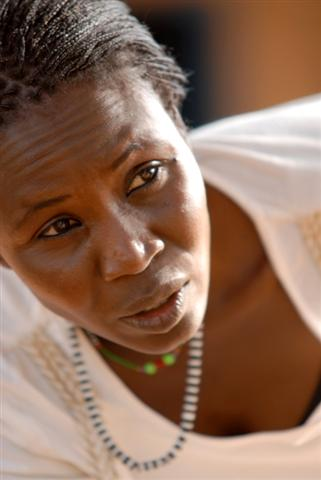
Mende Nazer

- Nazeri, Hafez (* 1979), kurdisch-iranischer Sänger und Komponist
- Nazeri, Shahram (* 1950), kurdisch-iranischer Sänger und Komponist

### Nazi
- Nazi-Maruttaš, König von Babylonien
- Nazić, Jasmin (* 1992), slowenischer Fußballspieler
- Nazif, Ahmad (* 1952), ägyptischer Politiker
- Nazif, Süleyman (1870–1927), osmanisch-türkischer Dichter
- Nazikeda, Emine (1866–1941), letzte Kaiserin des Osmanischen Reichs
- Nâzım Bey (1870–1926), türkischer Politiker und Fußballvereinsvorsitzender
- Nâzım Hikmet (1902–1963), türkischer Dichter und Dramatiker
- Nazım Pascha († 1913), osmanischer Pascha und Generalstabschef der Osmanischen Armee
- Nazima (1948–2025), indische Bollywood-Schauspielerin
- Nazimova, Alla (1879–1945), US-amerikanische Schauspielerin
- Nazimuddin, Khawaja (1894–1964), pakistanischer Politiker, Generalgouverneur und Premierminister
- Nazionale, Maria (* 1969), italienische Sängerin und Schauspielerin
- Nazir-Ali, Michael (* 1949), britisch-pakistanischer römisch-katholischer Geistlicher, ehemaliger anglikanischer Bischof von Rochester
- Nəzirova, Elmira (1928–2014), sowjetische Komponistin aserbaidschanisch-georgisch-jüdischer Herkunft

### Nazl
- Nazlıaka, Aylin (* 1968), türkische Politikerin und Wirtschaftswissenschaftlerin

### Nazm
- Nazmi bin Mohamad (* 1966), bruneiischer Politiker
- Nazmi, Tareq (* 1983), deutscher Opernsänger (Bass)
- Nazmun Nahar, Beauty (* 1984), bangladeschische Leichtathletin

### Nazn
- Nazneen, Fathima (* 1982), indische Badmintonspielerin

### Nazo
- Nazoa, Aquiles (1920–1976), venezolanischer Schriftsteller, Essayist, Journalist, Dichter und Humorist
- Nazon, Duckens (* 1994), haitianischer FußballspielerDuckens Nazon (* 1994)

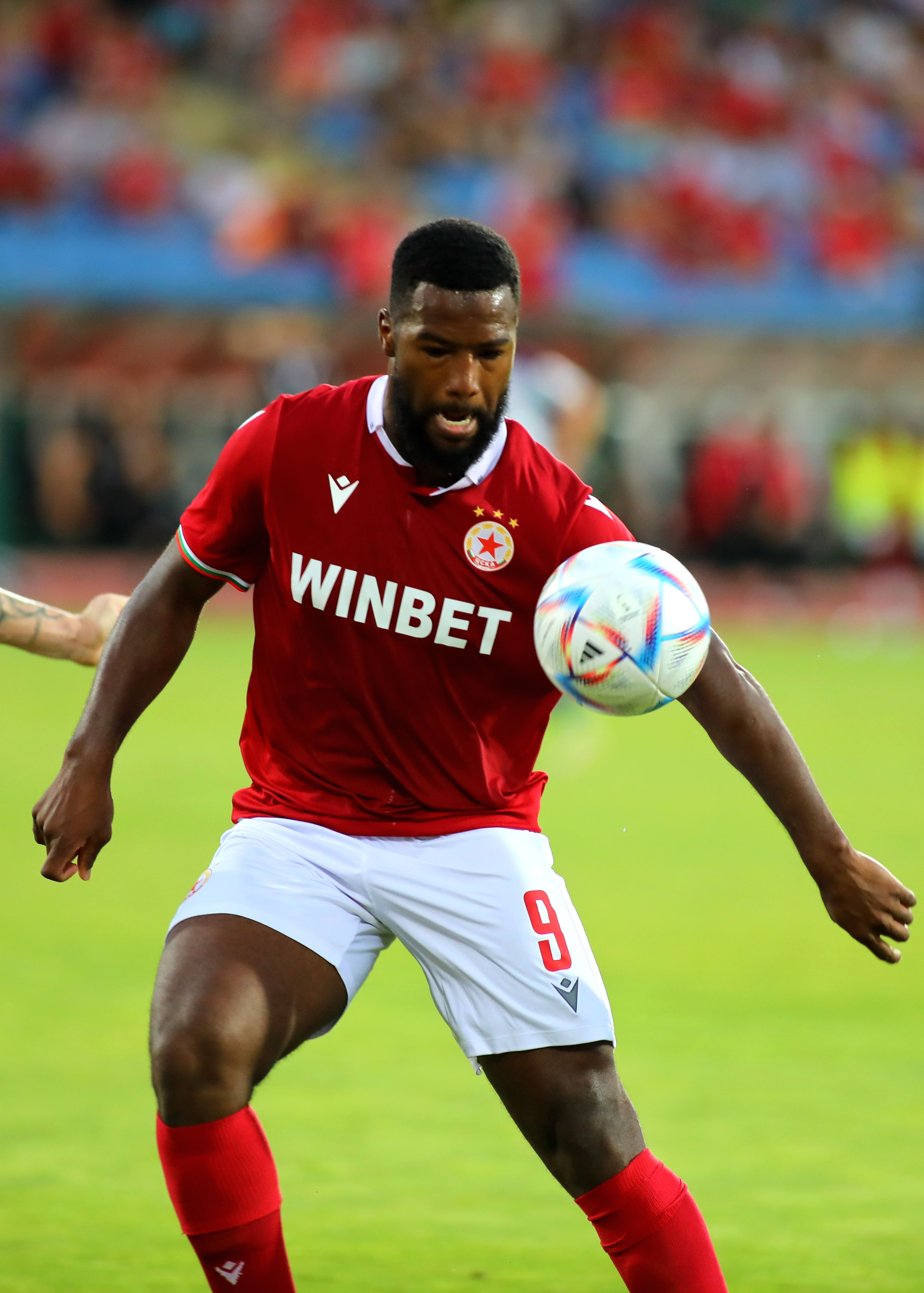
Duckens Nazon (* 1994)

- Nazon, Jean-Patrick (* 1977), französischer Radrennfahrer
- Nazor, Vladimir (1876–1949), kroatischer Schriftsteller, Lyriker und Übersetzer

### Nazz
- Nazzām, an-, mu'tazilitischer Theologe und Philosoph
- Nazzari, Amedeo (1907–1979), italienischer Schauspieler
- Nazzaro, Biagio (1890–1922), italienischer Motorrad- und Automobilrennfahrer
- Nazzaro, Felice (1881–1940), italienischer Automobilrennfahrer
- Nazzaro, Giuseppe (1937–2015), italienischer Ordensgeistlicher und Apostolischer Vikar von Aleppo
- Nazzaro, Joseph J. (1913–1990), US-amerikanischer Offizier, General der US Air Force
- Nazzaro, Tarcisio Giovanni (1933–2018), italienischer Ordensgeistlicher, Abt von Montevergine